# Demanda agregada

Gráfico OA-DA

Em macroeconomia, demanda agregada é a demanda total de bens e serviços numa dada economia para um determinado momento e nível de preços. É o total de bens e serviços na economia que será adquirido a todos os níveis de preços possíveis. Esta é a demanda do produto interno bruto de um país quando os níveis de estoque são fixos.
A demanda agregada depende da quantidade de moeda em poder dos agentes econômicos (consumidores, empresas, governos), das despesas e impostos a que estão sujeitos e de outras variáveis.[carece de fontes?]
De acordo com a hipótese keynesiana:
Produto = Demanda Agregada = Consumo + Investimento + Gasto do Governo + Transação Corrente
Utilizamos a demanda agregada no modelo de Mercado da Produção para obter a Curva DD (Demanda Doméstica), que é a relação entre Transação Corrente e Produto. O modelo pressupõe a condição de Marshall-Lerner.

## Procura agregada
A procura agregada corresponde à totalidade da despesa desejada pelo conjunto dos agentes econômicos (famílias, empresas, estado e exterior) para  um determinado nível de preços mantendo-se constante outros factores tais como a política orçamental, a oferta de moeda, a disponibilidade de capital, entre outras, e tem quatro componentes:
- Consumo - consiste nas despesas de consumo das famílias, o qual é determinado, além dos preços, pelo rendimento disponível, pelas tendências demográficas e pela riqueza acumulada;

- Investimento - corresponde às despesas realizadas pelas empresas em equipamentos, instalações e acumulação de stocks, as quais são determinadas em grande medida pelo custo dos factores produtivos [entre os quais os custos do trabalho (salários) e os custos do dinheiro (juros)], pela evolução da economia e pelas expectativas dos empresários;

- Gastos do Estado (ou Despesa Pública) - refere-se às despesas realizadas pelo Estado com a aquisição de bens e serviços, sendo determinada diretamente por este, constituindo, por isso, um importante instrumento de política econômica;

- Exportações Líquidas - corresponde às exportações subtraídas das importações; no caso das importações, estas são determinadas pelos mesmos factores que determinam o consumo, o investimento e os gastos do Estado e ainda pela relação entre os preços internos e os preços externos e pela taxa de câmbio do país; quanto às exportações, estas são determinadas pelo rendimento dos outros países e também pela relação entre os preços internos e externos e pelas taxas de câmbio.

Conjugada com a oferta agregada, a demanda agregada permite encontrar o equilíbrio macroeconômico, ou seja, uma situação em que quer o PIB real, quer o nível geral de preços satisfazem quer os compradores, quer os vendedores.
A Demanda Agregada (DA) pode ser representada num gráfico em que num dos eixos é representado o nível geral de preços (P) e no outro o produto (ou PIB) real (Q). Neste gráfico, a Procura Agregada surgirá como uma curva com inclinação negativa, o que significa que a despesa desejada pelos agentes econômicos tende a reduzir-se quando o nível geral de preços aumenta.